# かじめ焼き
かじめ焼き（かじめやき）とは、海草の搗布（かじめ）を海から引き上げて乾燥させ、あぶり焼きにして沃度灰を作る作業。沃度灰のなかからヨードを抽出し、薬品を作るのが主な目的。

## 概要
ヨードを作るのが主目的だが、副産物として肥料も作れた。近代化学工業が発達する前は、肥料調達等の主産業であり千葉などの海藻が自然に打ち上げられる地域では、主産業だった。江戸時代から続く古い産業だが、ここから化学、また、大量に燃やす事からエネルギー事業にも隣接して電気事業に業態変化したものも存在し、日本の産業史において重要な研究地点である。かじめ焼きから始まった企業に日本電気工業のちの昭和電工などがある。